# Canoagem nos Jogos Pan-Americanos de 2023 - K-1 slalom masculino
A prova do K-1 slalom masculino da canoagem nos Jogos Pan-Americanos de 2023 foi disputada em 28 e 29 de outubro de 2023 no Rio Aconcagua, em Los Andes. Um total de nove canoístas, cada um representando um Comitê Olímpico Nacional (CON), participaram do evento.

## Calendário
Horário local (UTC−3).
| Data          | Hora  | Fase          |
| ------------- | ----- | ------------- |
| 28 de outubro | 10:14 | Eliminatórias |
| 29 de outubro | 10:14 | Semifinais    |
| 29 de outubro | 11:40 | Finais        |

## Medalhistas
| Ouro   | USA Joshua Joseph  |
| Prata  | BRA Pepe Gonçalves |
| Bronze | CAN Maël Rivard    |

## Resultados
Os sete melhores canoístas nas eliminatórias avançam para as semifinais. Destes, os seis melhores avançam para a final, onde os medalhistas são definidos.
| Pos.              | Canoísta               | Eliminatórias | Eliminatórias | Eliminatórias | Eliminatórias | Eliminatórias | Eliminatórias | Semifinal   | Semifinal   | Semifinal   | Final       | Final       | Final |
| Pos.              | Canoísta               | Descida 1     | Pen.          | Descida 2     | Pen.          | Melhor        | Pos.          | Tempo       | Pen.        | Pos.        | Tempo       | Pen.        |       |
| ----------------- | ---------------------- | ------------- | ------------- | ------------- | ------------- | ------------- | ------------- | ----------- | ----------- | ----------- | ----------- | ----------- | ----- |
| Medalha de ouro   | USA Joshua Joseph      | 77.35         | 0             | 77.64         | 0             | 77.35         | 3             | 139.81      | 50          | 6           | 91.12       | 2           |       |
| Medalha de prata  | BRA Pepe Gonçalves     | 75.35         | 0             | 74.90         | 0             | 75.90         | 1             | 93.53       | 2           | 1           | 94.08       | 6           |       |
| Medalha de bronze | CAN Maël Rivard        | 79.90         | 0             | 89.52         | 2             | 79.90         | 4             | 99.97       | 4           | 4           | 99.56       | 6           |       |
| 4                 | CHI Andraz Echeverría  | 130.83        | 52            | 81.85         | 2             | 81.85         | 6             | 95.65       | 6           | 2           | 100.03      | 8           |       |
| 5                 | MEX Antonio Reinoso    | 81.73         | 0             | 86.02         | 2             | 81.73         | 5             | 103.51      | 2           | 5           | 104.50      | 4           |       |
| 6                 | VEN Alexis Pérez       | 84.36         | 0             | 89.75         | 4             | 84.36         | 7             | 98.60       | 0           | 3           | 170.20      | 60          |       |
|                   |                        |               |               |               |               |               |               |             |             |             |             |             |       |
| 7                 | ARG Lucas Rossi        | 79.71         | 4             | 76.59         | 0             | 76.59         | 2             | 141.70      | 52          | 7           | Não avançou | Não avançou |       |
|                   |                        |               |               |               |               |               |               |             |             |             |             |             |       |
| 8                 | PER Eriberto Gutiérrez | 88.33         | 2             | 89.74         | 4             | 88.33         | 8             | Não avançou | Não avançou | Não avançou | Não avançou | Não avançou |       |
| 9                 | JAM Soloman Maragh     | DNS           | DNS           | DNS           | DNS           | DNS           | 9             | Não avançou | Não avançou | Não avançou | Não avançou | Não avançou |       |